# Mihael Ambrožič
Mihael Ambrožič, slovenski čebelar, * 6. september 1846, Mojstrana, † 4. julij 1904, Mojstrana.

## Življenjepis
Mihael je svoj prvi panj dobil od svojega očeta, ko je bil star komaj sedem let. Kasneje je odšel v šolo v Beljak, kjer se je naučil nemškega jezika. V Beljaku je končal štirirazredno normalko, nato pa se je moral zaradi materine smrti vrniti domov, da je pomagal pri delu na kmetiji. Mihael je takrat začel bolje spoznavati čebele in začel tudi trgovati z medom in panji. Veliko svojega časa je posvetil tudi poslikavanju panjskih končnic, njegovi največji napori pa so bili vloženi prav v trgovino s čebalami. Začel je na veliko vzgajati kranjske čebele, ki jih je kupoval na različnih koncih današnje Slovenije. Sčasoma je postal veletrgovec in je med letoma 1884 in 1904 prodal 74.343 panjev čebel.
Mihael Ambrožič je postal znan čebelar in trgovec tudi v tujini. Leta 1873 je poslal na svetovno razstavo na Dunaj nekaj kranjskih panjev, kranjičev, in dva svoja izuma: slušni aparat, s katerim se je dalo ugotoviti kateri panj bo rojil, ter posebni, iz blaga narejeni lovilec rojev. Na tej razstavi je prejel odlikovanje, kasneje pa je sodeloval še na 84 drugih razstavah, na katerih je skupaj prejel kar 147 odlikovanj in priznanj. V svoji karieri je bil član slovenskega čebelarskega društva, zaslovel pa je v Nemčiji, na Češkem in v Franciji, kamor je prodajal svoje panje s kranjskimi sivkami. V Mojstrani je postavil svoj prvi trgovski čebelnjak na Gorenjskem, v katerem je imel sprva 500, kasneje pa ga je razširil na 700 panjev. V okolici Dovjega in Mojstrane je imel tudi 10 vzrejnih čebelnjakov, v katerih je imel tudi po 2500 panjev. Čebele je na prezimovanje vozil v Ptičjo peč. Enoletne matice je prodajal v svojem trgovskem čebelnjaku, druge roje je vstavljal v vzrejne čebelnjake, tretje pa je prodajal po raznih čebelarskih sejmih po Kranjskem.
Po njegovi zgodnji smrti je njegovo delo nadaljevala njegova žena Cecilija, ki je kljub neugodnim tržnim razmeram po prvi svetovni vojni vodila čebelarstvo do svoje smrti, leta 1931.